# Нивяник обыкновенный
Нивя́ник обыкнове́нный, или Попо́вник (лат. Leucanthemum vulgare) — вид многолетних травянистых растений рода Нивяник семейства Астровые, или Сложноцветные (Asteraceae).

## Этимология

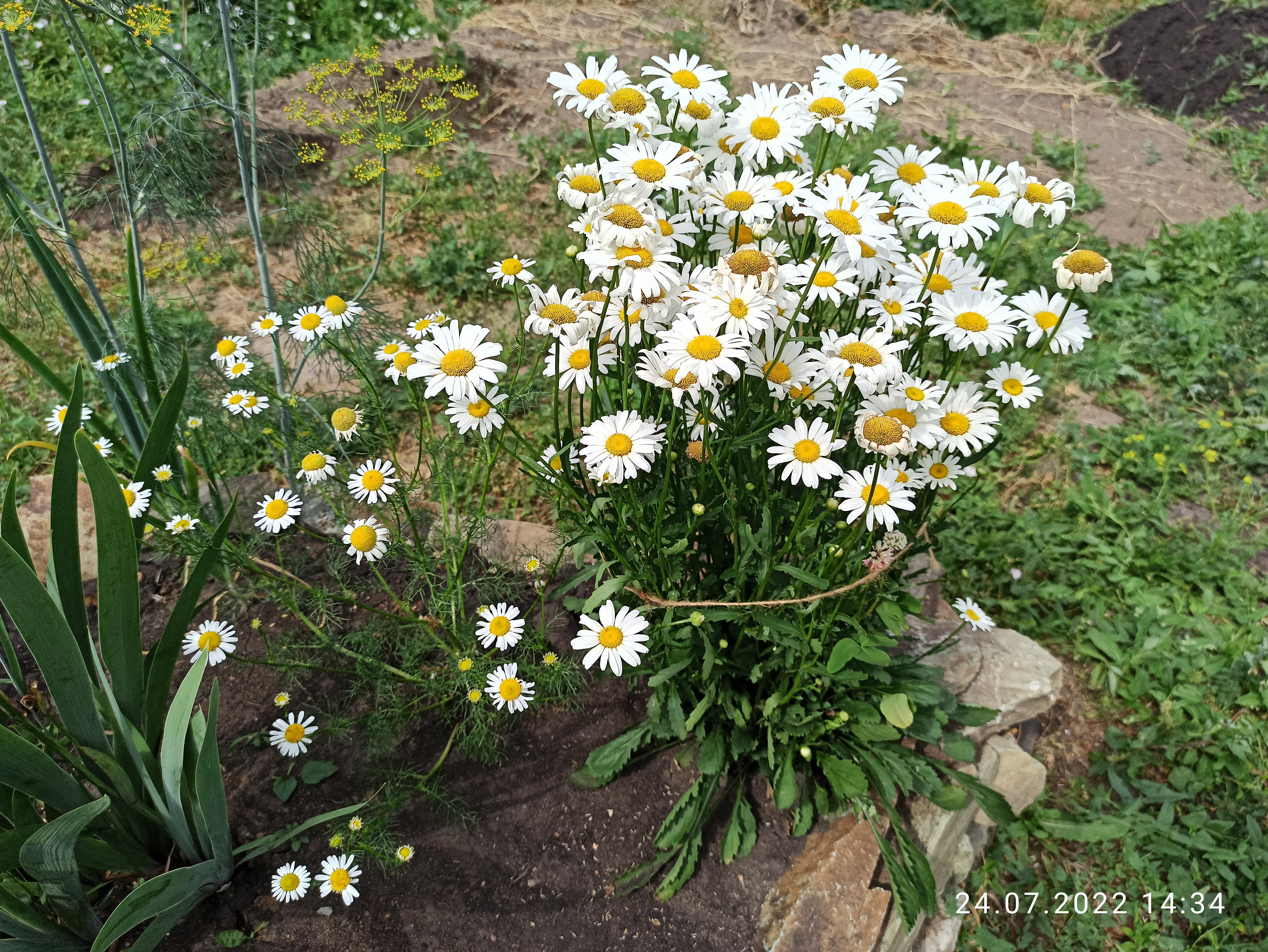
Ромашка аптечная (слева) и Нивяник обыкновенный (справа)

Латинское научное название рода происходит от греческих слов λευκός («белый») и ἄνθεμον («цветок»).
Русское название растения нивяник связано со словом «нива». Народное название нивяника обыкновенного — поповник. Иногда нивяник обыкновенный называют ромашкой, что с ботанической точки зрения неправильно: эти растения относятся к разным родам.

## Ботаническое описание
Корень с коротким корневищем.

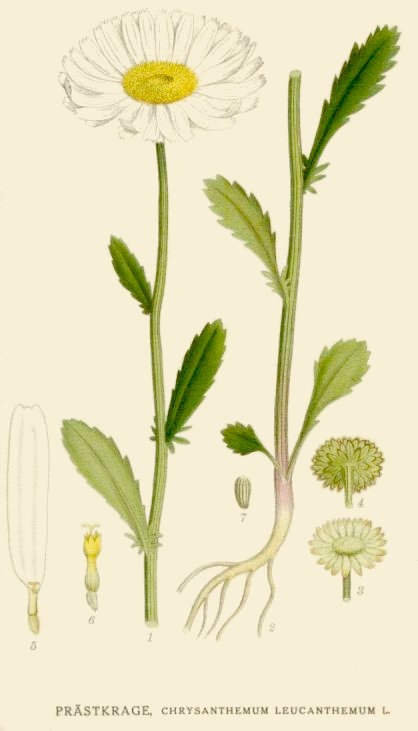

Стебель прямостоячий высотой 15—60 см, слегка гранистый.
Стебель с розеткой прикорневых листьев. Прикорневые листья лопатчатые, по краям городчатые, с длинными черешками; стеблевые — продолговатые, по краям неравномерно зубчатые; сидячие, верхние стеблевые листья сильно уменьшенные, в числе более двух.
Цветки собраны в одиночные крупные соцветия-корзинки 25—60 мм в диаметре, расположенные поодиночке на верхушке стебля или его ответвлений. Краевые ложноязычковые цветки в корзинках очень длинные, белые, не образуют семян; срединные трубчатые цветки жёлтой окраски, двуполые, дают нормально развитые плоды-семянки.
Плоды — семянки краевых цветков с однобокой коронкой длиной до 0,5 мм или без неё.

## Распространение и экология
Нивяник обыкновенный распространён во всех регионах Евразии с умеренным климатом. Кроме того, он успешно прижился в Северной Америке, в Австралии и Новой Зеландии. В умеренном поясе Евразии встречается по лугам, лесным полянам, кустарникам, залежам, иногда как сорное на полях и в огородах.
Нивяник обыкновенный — официальная цветочная эмблема шведской провинции Сконе.
Размножается семенами и вегетативно. У корневой шейки закладываются почки из которых развиваются стебли. Отрезки корней с почками также дают начало новым растениям. Хорошо отрастает после скашивания и стравливания.

## Значение и применение

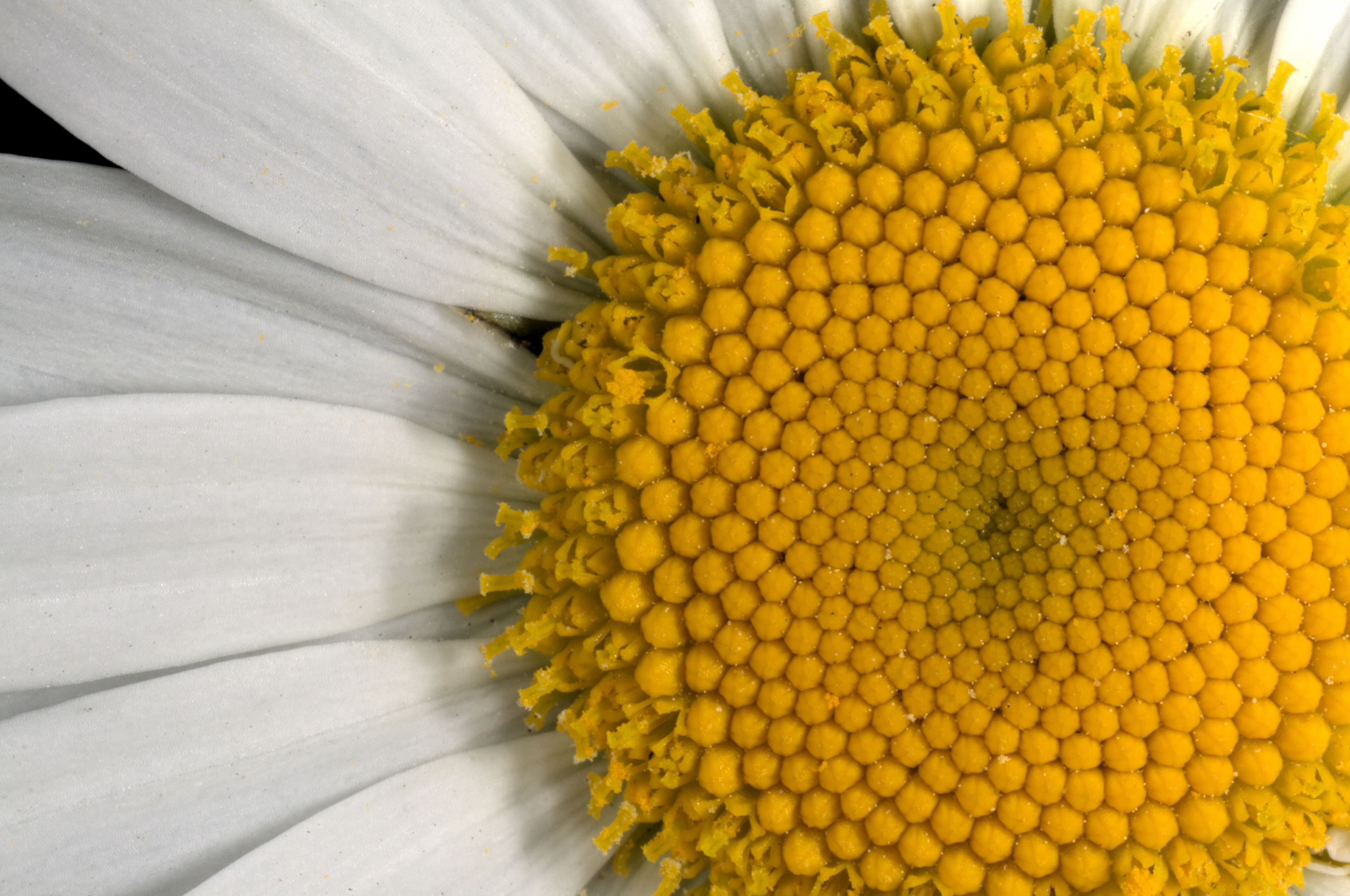
Центральная часть соцветия крупным планом

Поповник часто разводят как декоративное растение. Имеются махровые садовые формы.
В Прибайкалье тетерев поедает листья, цветки и семена. Очень хорошо поедается зайцами.
Цветками окрашивают ткани в жёлтый цвет.
Данные о поедаемости сельскохозяйственными животными противоречивы.
В составе сена растение поедается скотом. Но это плохой корм для скота: он груб и малопитателен. Разрастаясь по лугу, нивяник глушит луговые травы.
Цветки (соцветия) поповника используют для «гадания на ромашке» — игры в «любит-не-любит», делают также венки из поповника.
Нивяник употребляют как лекарственное растение, ошибочно принимая его за ромашку аптечную.

## Символика
Нивяник обыкновенный является растением-символом Ростовской области. Цветок был признан таковым по результатам голосования в конкурсе «Аллея России» (проходил в голосовании под ошибочным названием «ромашка луговая»). Во время голосования нивяник обыкновенный ожесточённо соперничал за первенство с дубом черешчатым, так, за 4 дня до окончания голосования, количество голосов за нивяник отставало от голосов за дуб черешчатый всего на 1 %. Однако в итоге победу одержал нивяник, набрав 29 % голосов, а дуб черешчатый уступил всего 32 голоса (тем более, что последний по итогам конкурса стал зелёным символом Москвы).
Впрочем, ландшафтный дизайнер и создатель частного ландшафтного парка в Новочеркасске Александр Толоконников в своём интервью 161.ru отметил, что в естественной среде Ростовской области нивяник не встречается.

## Классификация

### Таксономия[13]
Leucanthemum vulgare Lam., 1779, Fl. Franç. (Lamarck) 2: 137
Вид Нивяник обыкновенный относится к роду Нивяник семейства Астровые (Asteraceae) порядка Астроцветные (Asterales). Кладограмма в соответствии с Системой APG IV:
|  |                                      |  |                                   |                                   |                    |  | ещё 10 семейств | ещё 10 семейств |                      |  |                         |  | еще 52 подтвержденных и 44 в статусе "непроверенных" видов и инфравидовых таксонов | еще 52 подтвержденных и 44 в статусе "непроверенных" видов и инфравидовых таксонов |  |
|  |                                      |  |                                   |                                   |                    |  | ещё 10 семейств | ещё 10 семейств |                      |  |                         |  | еще 52 подтвержденных и 44 в статусе "непроверенных" видов и инфравидовых таксонов | еще 52 подтвержденных и 44 в статусе "непроверенных" видов и инфравидовых таксонов |  |
|  |                                      |  |                                   | порядок Астроцветные              |                    |  |                 |                 | род Нивяник          |  |                         |  |                                                                                    |                                                                                    |  |
|  |                                      |  |                                   | порядок Астроцветные              |                    |  |                 |                 | род Нивяник          |  | 6 инфравидовых таксонов |  |                                                                                    |                                                                                    |  |
|  | отдел Цветковые, или Покрытосеменные |  |                                   |                                   | семейство Астровые |  |                 |                 | Нивяник обыкновенный |  |                         |  |                                                                                    |                                                                                    |  |
|  | отдел Цветковые, или Покрытосеменные |  |                                   |                                   |                    |  |                 |                 |                      |  |                         |  |                                                                                    |                                                                                    |  |
|  |                                      |  | ещё 63 порядка цветковых растений | ещё 63 порядка цветковых растений |                    |  |                 | ещё 1804 рода   | ещё 1804 рода        |  |                         |  |                                                                                    |                                                                                    |  |
|  |                                      |  |                                   | ещё 63 порядка цветковых растений |                    |  |                 |                 | ещё 1804 рода        |  |                         |  |                                                                                    |                                                                                    |  |

### Инфравидовые таксоны
- Leucanthemum vulgare subsp. barrelieri  (Dufour ex DC.) O.Bolòs & Vigo  (в статусе непроверенного по состоянию на декабрь 2022 г.)
- Leucanthemum vulgare subsp. eliasii  (Sennen & Pau) Sennen & Pau
- Leucanthemum vulgare subsp. parviceps  (Briq. & Cavill.) Vogt & Greuter
- Leucanthemum vulgare subsp. pujiulae  Sennen
- Leucanthemum vulgare subsp. vulgare
- Leucanthemum vulgare var. pinnatifidum  (Lecoq & Lamotte) Moldenke  (в статусе непроверенного по состоянию на декабрь 2022 г.)

## Синонимы
- Chrysanthemum lanceolatum  Pers.
- Chrysanthemum leucanthemum f. leucanthemum
- Chrysanthemum leucanthemum subsp. lanceolatum  (DC.) E.Mayer
- Chrysanthemum leucanthemum subsp. leucanthemum
- Chrysanthemum leucanthemum var. leucanthemum
- Chrysanthemum montanum  Willd.
- Chrysanthemum montanum var. heterophyllum  (Willd.) Koch
- Chrysanthemum vulgare var. vulgare
- Leucanthemum atratum var. heterophyllum  (Willd.) Rouy
- Leucanthemum lanceolatum  DC.
- Leucanthemum praecox  (Horvatić) Villard
- Leucanthemum vulgare subsp. incisum  Arcang.
- Leucanthemum vulgare subsp. praecox  Horvatić
- Leucanthemum vulgare var. vulgare

## В филателии

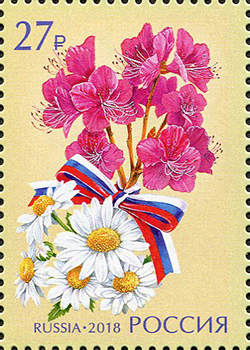
Нивяник обыкновенный, рододендрон даурский на почтовой марке России, 2018 год. Совместный выпуск Российской Федерации и Японии.
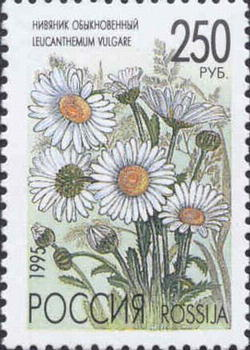
Почтовая марка России, 1995 год.